# Vendetta (groupe)
 (janvier 2025).
Pour les articles homonymes, voir Vendetta (homonymie).
Vendetta est un groupe de rock français, né dans les années 1990.

## Biographie
Sylvie Hoarau et Stéphane Dorey se rencontrent au début des années 1990 lorsqu'ils sont étudiants à Caen. Ils fondent le groupe Topaze dans lequel il officie à la guitare et elle au chant. Ils sont vite rejoints par Greg Maume et sa batterie avec lequel ils sillonnent les salles normandes. En 1995, le trio s'installe à Paris où il rencontre Jérôme Maklès qui devient leur bassiste. 
Peu de temps après, Topaze change de nom et devient Vendetta, à la suite d'une erreur à la radio (Vendetta était le nom d'une de leurs chansons, et l'animateur a annoncé « Voici Vendetta, avec le titre Topaze ».
Le groupe se forge un palmarès dans les tremplins et concours : vainqueur des Tremplins Zebrock et des NRJ Coca Cola playlists, Vendetta est finaliste aux Tremplins MCM Sessions et au prix Musiques En Ligne de l'Adami. 
On retrouve également Vendetta sur des compilations : Les Ailes Bleues, Peoplesound/Libération, Monsieur Prod Act1, etc.
Le groupe a donné plus de 200 concerts, dans toute la France, en Belgique et en Suisse. Il s'est produit dans de nombreux festivals et a assuré les premières parties d'artistes comme Eagle-Eye Cherry, Mel C, Super Furry Animals, Indochine, Zazie, Axel Bauer, Frandol, ou bien encore Cox. 
Le morceau La Plage issu de l'album du même nom a été diffusé sur les ondes radios en France.
En 2003, Vendetta signe un contrat avec une maison de disques : Barclay. En août, le groupe est en studio pour enregistrer son premier album. Un avant-goût est donné à l'automne avec la sortie d'un maxi-4 titres French Kiss dont le titre éponyme connait un certain succès en France et même en Suisse. 
L'album intitulé Drôle d’Idée sort le 11 mai 2004. Le groupe s'entoure d'artistes aussi différents que Calogero, Arthur H ou Matt R1 (ex-Mocking Birds, Frandol…) pour réaliser son album.
Les concerts continuent.
En décembre 2005, le groupe désormais privé de Jérôme Maklès se retrouve en studio pour enregistrer son second album. La réalisation est confiée à Clive Martin (Dolly, Silmarils, Les Wampas, etc.) et à Sodi (Têtes Raides, Manu Chao, Les négresses vertes). Le groupe se sépare pendant les sessions, ce qui bloque la sortie de l'album
Depuis, Stéphane a sorti un premier album sous le nom de Fergus, Sylvie Hoarau a entamé une carrière au sein du duo Brigitte et Greg accompagne Brigitte à la batterie et la beatbox.

## Composition du groupe
- Sylvie Hoarau : chant, guitare, auteur-compositeur
- Stéphane Dorey : guitare, compositeur
- Greg Maume : batterie, chœurs
- Jérôme Maklès (jusqu'en 2004) puis Matt R1 : basse, chœurs

## Discographie
- Trop sages (autoproduit) 1998
- Connexions (autoproduit) 1999
- La Plage (autoproduit) 2002
- French Kiss (CD 4 titres) (Barclay/Universal) 2003
- Drôle d'idée (Barclay/Universal) 2004